# استان‌های جمهوری چک

نقشه جمهوری چک به تفکیک منطقه.

استان‌های جمهوری چک (به انگلیسی: Regions of the Czech Republic)، (به چکی: kraj, plural: kraje) از سال ۲۰۰۰ میلادی به ۱۳ استان تقسیم شده‌است.
هر یک از این استان‌ها یک شورای استانی (krajské zastupitelstvo) و یک رئیس شورای استانی (hejtman) یا به عبارتی همان استاندار برای خود انتخاب می‌کند.

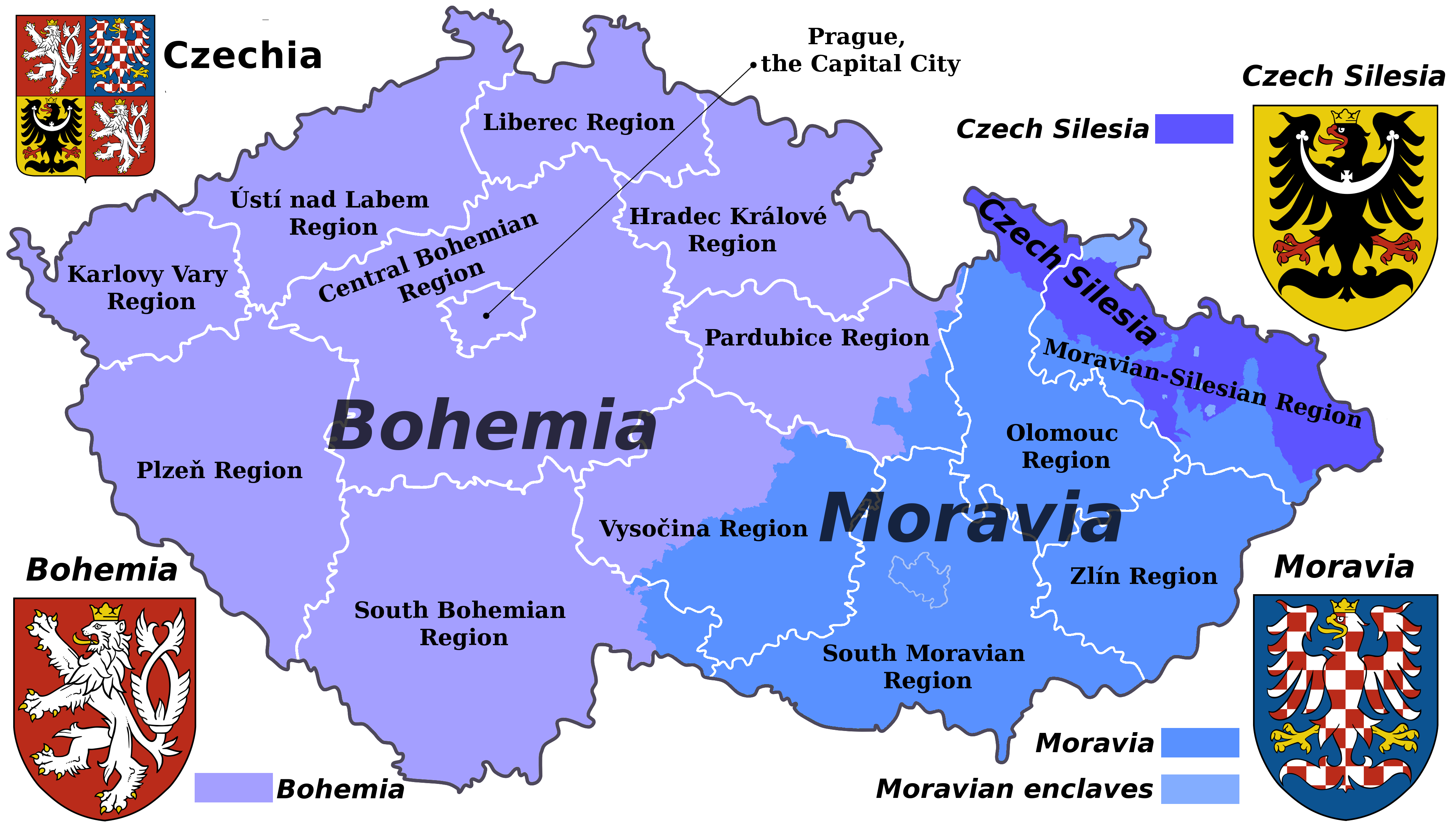

- موراوی
- سیلزی چک
- بوهم

| (پلاک خودرو) | منطقه                                       | مرکز                              | جمعیت (برآورد ۲۰۰۴) | جمعیت (برآورد ۲۰۱۰) | سرزمین‌های چک |
| ------------ | ------------------------------------------- | --------------------------------- | ------------------- | ------------------- | ------------ |
| A            | پراگ، پایتخت (Hlavní město Praha)           | پراگ، پایتخت (Hlavní město Praha) | ۱٬۱۷۰٬۵۷۱           | ۱٬۲۵۱٬۰۷۲           | بوهم         |
| S            | استان بوهم مرکزی (Středočeský kraj)         | مرکز اداری‌اش: پراگ                | ۱٬۱۴۴٬۰۷۱           | ۱٬۲۵۶٬۸۵۰           | بوهم         |
| C            | استان بوهم جنوبی (Jihočeský kraj)           | چسکه بودیوویتسه                   | ۶۲۵٬۷۱۲             | ۶۳۷٬۷۲۳             | بوهم/موراوی  |
| P            | استان پلزن (Plzeňský kraj)                  | پلزن                              | ۵۴۹٬۶۱۸             | ۵۷۱٬۸۳۱             | بوهم         |
| K            | استان کارلووی واری (Karlovarský kraj)       | کارلووی واری                      | ۳۰۴٬۵۸۸             | ۳۰۷٬۳۸۰             | بوهم         |
| U            | استان اوستی ناد لابم (Ústecký kraj)         | اوستی ناد لابم                    | ۸۲۲٬۱۳۳             | ۸۳۵٬۸۱۴             | بوهم         |
| L            | استان لیبرتس (Liberecký kraj)               | لیبرتس                            | ۴۲۷٬۵۶۳             | ۴۳۹٬۴۵۸             | بوهم         |
| H            | استان هرادتس کرالووه (Královéhradecký kraj) | هرادتس کرالووه                    | ۵۴۷٬۲۹۶             | ۵۵۴٬۳۷۰             | بوهم         |
| E            | استان پاردوبیتسه (Pardubický kraj)          | پاردوبیتسه                        | ۵۰۵٬۲۸۵             | ۵۱۶٬۷۷۷             | بوهم/موراوی  |
| M            | استان الوموتس (Olomoucký kraj)              | الوموتس                           | ۶۳۵٬۱۲۶             | ۶۴۱٬۵۵۵             | سیلزی/موراوی |
| T            | استان موراوی-سیلزی (Moravskoslezský kraj)   | استراوا                           | ۱٬۲۵۷٬۵۵۴           | ۱٬۲۴۴٬۸۳۷           | سیلزی/موراوی |
| B            | استان موراوی جنوبی (Jihomoravský kraj)      | برنو                              | ۱٬۱۲۳٬۲۰۱           | ۱٬۱۵۲٬۸۱۹           | موراوی       |
| Z            | منطقه زلین (Zlínský kraj)                   | زلین                              | ۵۹۰٬۷۰۶             | ۵۹۰٬۵۲۷             | موراوی       |
| J            | استان ویسوچینا (Vysočina)                   | ییهلاوا                           | ۵۱۷٬۱۵۳             | ۵۱۴٬۸۰۵             | بوهم/موراوی  |

## نشان‌های استان‌های جمهوری چک

پراگ
استان بوهمی مرکزی
استان بوهمی جنوبی
استان پلزن
استان کارلووی واری
استان اوستی ناد لابم
استان لیبرتس
استان هرادتس کرالووه
استان پاردوبیتسه
استان ویسوچینا
استان موراویای جنوبی
استان اولوموتس
استان زلین
استان موراوی-سیلزی
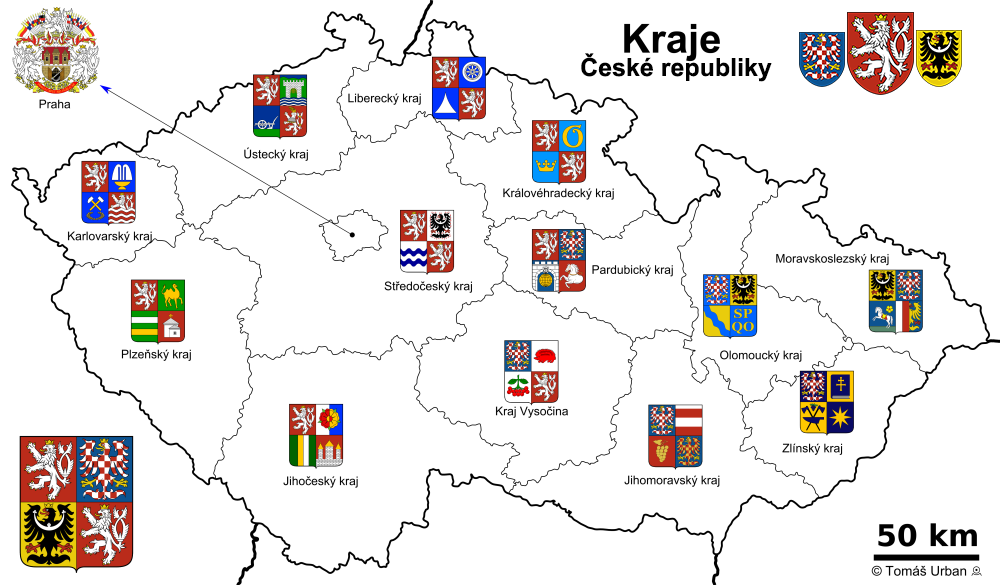
موقعیت استان‌های چک بر روی نقشه